# Witbank Golf Club
De Witbank Golf Club is een golfclub in Witbank, Zuid-Afrika. De club is opgericht in 1907 en heeft een 18-holes golfbaan met een par van 72.
De club ligt gelegen in een lokale sportcomplex waar er meerdere tennisbanen zijn en een voetbalstadion.

## De baan
De golfbaan werd recent vernieuwd door de fairways en de tees te beplanten met kikuyugras, een tropische grassoort, en de greens met struisgras.
Op 12 mei 2001 zette de golfer Leonard Loxton een baanrecord en had hiervoor 61 slagen nodig, 10 slagen onder par.

## Golftoernooien
- Highveld Classic: 1979-2009